# Сиамская нейронная сеть
Сиамская нейронная сеть — особый тип нейронной сети. Он получил свое название благодаря похожести структуры на сиамских близнецов.

## Принцип работы
Сиамские нейронные сети являются инструментом для решения задач, связанных с сравнением объектов. Для этого они работают с парами объектов, пропуская каждый объект через свою копию сети. После этого выходные данные обеих копий сети объединяются и подвергаются анализу, в результате чего можно сделать вывод о степени сходства объектов.

## Применение
Сиамские нейронные сети нашли применение в различных областях, определение похожести голосов и печатных шрифтов, манеры ходьбы. Наиболее популярное применение сиамских сетей — это распознавание лиц.
Сиамские нейронные сети являются усовершенствованием над нейронными сетями и часто используются в задачах, когда фактическое число классов велико или не известно во время обучения, а количество объектов в классах мало. Одним из главных преимуществ сиамских нейронных сетей является их способность к обучению на небольшом количестве данных. Это делает их особенно полезными для решения задач, связанных с малыми наборами данных.